# Rio Jejuí
O rio Jejuí é um rio que banha o Paraguai. Passa pelo centro do Departamento de San Pedro, percorrendo-o na direção leste-oeste e tem sua foz no Rio Paraguai ao sul da cidade de Antequera 